# Vevay (Indiana)
Vevay è una città degli Stati Uniti d'America, situata nello Stato dell'Indiana e in particolare nella Contea di Switzerland, della quale è anche il capoluogo. La comunità si trova lungo la riva del fiume Ohio.